# Hidekatsu Shibata
Hidekatsu Shibata (jap. 柴田 秀勝 Shibata Hidekatsu; ur. 25 marca 1937 w Tokio) – japoński seiyū, związany z agencją Aoni Production.

## Wybrana filmografia
Najważniejsze role zostały pogrubione.
- One Piece (Monkey D. Dragon)
- Mazinger Z (Baron Ashura)
- Great Mazinger (Kenzō Kabuto)
- Galaxy Express 999 (Hrabia Mecha)
- Naruto (Hiruzen Sarutobi)
- Król szamanów (Ching Tao)
- Tygrysia Maska (Mr. X)
- Dragon Ball GT (Jednogwiazdkowy Smok)
- Kamen Rider Stronger (Generał Cień)
- Jūken Sentai Gekiranger (Maku)
- Fullmetal Alchemist Brotherhood (King Bradley)
- Fairy Tail (narrator, Igneel)